# E.T. the Extra-Terrestrial
E.T. the Extra-Terrestrial (vaak afgekort tot E.T.) is een Amerikaanse sciencefictionfilm uit 1982. De film werd geregisseerd en medegeproduceerd door Steven Spielberg. Het verhaal was van de hand van Melissa Mathison, de hoofdrollen werden vertolkt door Henry Thomas, Drew Barrymore, Dee Wallace-Stone en Robert MacNaughton.

## Achtergrond
E.T. vertelt het verhaal over Elliott (gespeeld door Henry Thomas), een eenzame jongen die bevriend raakt met een buitenaards wezen, genaamd E.T., dat gestrand is op de Aarde. Elliott en zijn broer en zus helpen het buitenaardse wezen naar zijn moederplaneet terug te keren, terwijl ze het wezen proberen geheim te houden voor hun ouders en de Amerikaanse regering.
Het concept voor E.T. was gebaseerd op een denkbeeldige vriend die Spielberg creëerde na de scheiding van zijn ouders in 1960. In 1980 ontmoette Spielberg Mathison en ontwikkelde een nieuw verhaal van de geplande maar nooit uitgekomen sciencefiction/horrorfilm Night Skies. E.T. werd opgenomen van september tot december 1981 in Californië met een budget van 10,5 miljoen dollar. De meeste beelden van de film werden in chronologische volgorde opgenomen, zodat het voor de jonge acteurs gemakkelijker was de emotionele scènes overtuigend te spelen.
De film werd gedistribueerd door Universal Pictures. Hij werd een groot succes en overtrof Star Wars als de meest winstgevende film aller tijden. E.T. werd eveneens genomineerd voor negen Oscars. Recensenten juichten de film toe als een tijdloos verhaal en hij werd door de Engelstalige website Rotten Tomatoes uitgeroepen tot beste sciencefictionfilm die ooit gemaakt werd. Het filmlogo is geanalyseerd door geleerden en critici als een allegorie voor Jezus. De film is opnieuw uitgebracht in 1985 en nogmaals in 2002 met veranderde speciale effecten en toegevoegde scènes. Spielberg zegt dat E.T. zijn werk samenvat.

## Verhaal
De film begint in een bos in Californië waar enkele buitenaardse wezens een bezoek aan de Aarde brengen. Wanneer een groep Amerikaanse overheidsagenten verschijnt, vluchten de wezens naar hun eigen ruimteschip. In hun haast laten ze echter een van hen per ongeluk achter. Niet ver daarvandaan ligt de woonwijk, waar de jonge Elliott (gespeeld door Henry Thomas) woont. Het is avond en zijn oudere broer Michael (Robert MacNaughton) heeft zijn vrienden (Kevin Martel, Sean Frye en C. Thomas Howell) op bezoek. Elliott wil graag met hen meespelen, maar wordt op pad gestuurd om pizza te halen. Wanneer hij de pizza heeft opgehaald, ontdekt Elliott een buitenaards wezen, dat onmiddellijk vlucht. Elliott vertelt geschrokken maar enthousiast dat hij een vreemd wezen heeft gezien, maar zijn broer, zijn moeder en de vrienden van zijn broer geloven geen van allen dat Elliott echt iets gezien heeft. Elliott probeert desondanks toch om het wezen te lokken. Dit doet hij door Reese's Pieces-snoepgoed in het bos te leggen. Uiteindelijk weet hij het vertrouwen van het wezen te winnen, en lokt hij het naar zijn slaapkamer. Als Elliott wil gaan slapen, merkt hij dat zijn bewegingen worden nagebootst door het wezen.
De volgende ochtend veinst Elliott dat hij ziek is, zodat hij niet naar school hoeft, en kan spelen met het ruimtewezen. Later die dag toont Elliott het wezen aan Michael en zijn jongere zus Gertie (Drew Barrymore). Hun moeder Mary (Dee Wallace) hoort het gestommel en komt naar boven. Michael en Gertie verstoppen in allerijl het wezen in de kast, terwijl Elliott zijn moeder ervan verzekert dat alles in orde is. Michael en Gertie beloven Elliott dat ze het geheim verborgen zullen houden voor hun moeder. Ze besluiten het wezen te houden en beginnen zich af te vragen waar het vandaan komt. Intussen laat het wezen zijn kunsten zien door een dode plant opnieuw tot leven te brengen.
De volgende dag ervaart Elliott op school een telepathische band met het wezen. Terwijl het wezen thuis het huis verkent, de koelkast plundert, blikjes bier verorbert en aangeschoten door het huis zwalkt, begint ook Elliott zich vreemd te gedragen. Elliott laat een boer in de klas, glijdt aangeschoten van zijn stoel en bevrijdt daarna in de klas alle kikkers die gebruikt zouden gaan worden voor een dissectie. Wanneer het wezen op tv ziet hoe John Wayne Maureen O'Hara kust in de film The Quiet Man, kust Elliott op dezelfde wijze een klasgenootje (Erika Eleniak) op wie hij verliefd is.

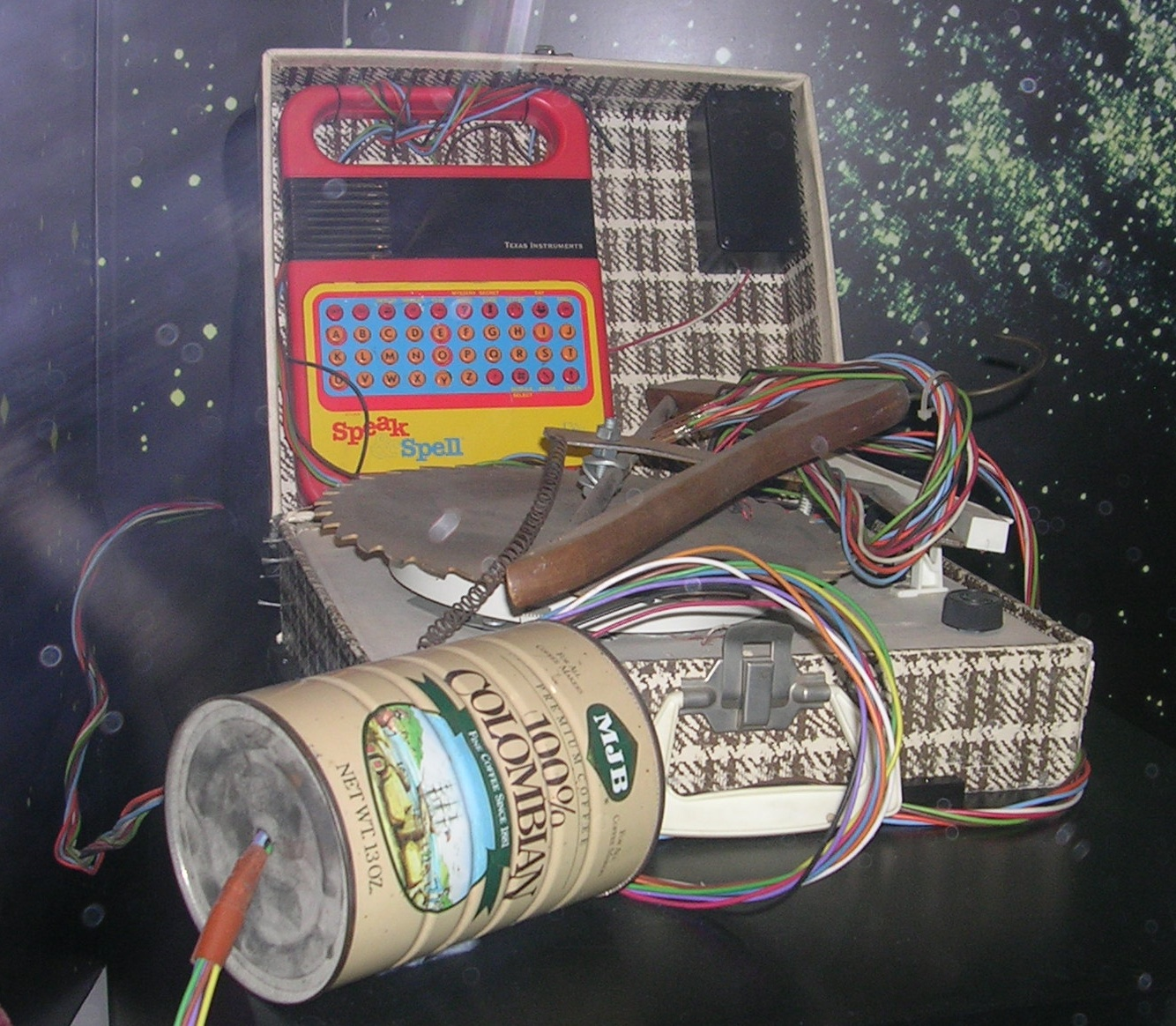
Geïmproviseerd communicatiemiddel gebruikt door E.T. om naar zijn moederplaneet te bellen

Die middag leert het wezen zijn eerste woordjes Engels, doordat hij Gertie herhaalt, die actief meedoet met het leren van woordjes van Sesamstraat. Ook leert hij zichzelf E.T. noemen. Met zijn pasgeleerde woorden maakt E.T. vervolgens duidelijk aan de drie kinderen Elliott, Gertie en Michael dat hij naar huis wil bellen, "E.T. phone home". Gelukkig heeft E.T. behoorlijk wat kennis van elektronica en techniek, want met behulp van Speak & Spell-speelgoed, een zaagblad, en verschillende andere huis-, tuin- en keukenmaterialen weet E.T. een communicatie-apparaat te bouwen. Michael merkt dat de gezondheid van E.T. begint af te zwakken en merkt eveneens dat Elliott naar zichzelf verwijst met 'wij'. Op Halloween verkleden Michael en Elliott E.T. als spook om hem zo ongemerkt het huis uit te smokkelen. Elliott en E.T. fietsen naar het bos, waar E.T. erin slaagt om een signaal naar zijn moederplaneet te seinen. Als Elliott de volgende ochtend wakker wordt, merkt hij dat E.T. verdwenen is, en verdrietig keert hij terug naar huis. Michael vindt E.T., wiens leven aan een zijden draadje hangt, en geeft hem aan Elliott, die eveneens op sterven ligt. Mary wordt bang wanneer ze het ruimtewezen en de ziekte van haar zoon ontdekt. Op hetzelfde moment ontdekt de Amerikaanse overheid het bestaan van E.T. en vallen overheidsagenten het huis binnen.
Wetenschappers zetten een medische voorziening op en laten E.T. en Elliott in quarantaine brengen voor een onderzoek. De telepathische band tussen Elliott en E.T. verdwijnt wanneer laatstgenoemde lijkt te sterven. Nadat E.T. is gestorven, wordt Elliott even alleen gelaten met het roerloze lichaam, om afscheid van zijn vriend te nemen. Plotseling merkt hij dat de bloem, die E.T. eerder nieuw leven had ingeblazen, opnieuw tot leven komt. E.T. blijkt nog in leven, en maakt aan Elliott duidelijk dat zijn soortgenoten hem komen ophalen: E.T. kan naar huis, en zijn hart gloeit van blijdschap! Elliott en Michael stelen een busje om E.T. naar het bos te brengen en er ontstaat een wilde achtervolging. Michaels vrienden steken een handje toe door de autoriteiten te omzeilen met de fiets. Als Michael zich met het busje vastrijdt, pakken ze de crossfiets en maakt E.T. gebruik van zijn buitenaardse krachten om alle jongens tegelijk met de fietsen te laten vliegen in de richting van het bos. Als ze in de buurt van het ruimteschip komen, begint het hart van E.T. nog sterker te gloeien om zich voor te bereiden op z'n terugkeer naar zijn moederplaneet. Mary, Gertie en "Keys" (Peter Coyote), een overheidsagent, komen ook opdagen in het bos. E.T. neemt afscheid van Michael en Gertie, en terwijl hij zijn gloeiende vinger naar Elliotts voorhoofd wijst, zegt hij tegen hem: "I'll be right here". Vervolgens pakt E.T. de bloempot die Gertie hem gaf en wandelt hij het ruimteschip binnen, dat daarna opstijgt, waardoor er een regenboog aan de hemel verschijnt.

## Rolverdeling
| Acteur             | Personage | Beschrijving |
| ------------------ | --------- | --- |
| Henry Thomas       | Elliott   | een eenzame 10-jarige jongen. Elliott verlangt naar een goede vriend, die hij vindt in E.T. Elliott neemt het gestrande buitenaardse wezen mee naar huis en samen vormen ze een mentale, fysieke en emotionele band. |
| Robert MacNaughton | Michael   | Elliotts 16-jarige broer. Michael speelt football en plaagt graag zijn broertje. |
| Drew Barrymore     | Gertie    | Elliotts ondeugende, zeven jaar oude zus. Ze is sarcastisch en aanvankelijk bang van E.T., maar naarmate het verhaal vordert, groeit de liefde.                                                                      |
| Dee Wallace-Stone  | Mary      | de moeder van Elliott, Michael en Gertie. Ze is onlangs gescheiden van haar man. Lange tijd is ze niet op de hoogte van de aanwezigheid van het buitenaardse wezen.                                                  |
| Peter Coyote       | "Keys"    | een overheidsagent. Hij vertelt Elliott dat hij al sinds zijn tiende verjaardag droomt van een buitenaards wezen te zien.                                                                                            |
| Kevin Martel       | Greg      | Ze zijn alle drie vrienden van Michael. Ze helpen Elliott en E.T. om de autoriteiten te ontvluchten tijdens de ontknoping van de film.                                                                               |
| Sean Frye          | Steve     | |
| C. Thomas Howell   | Tyler     | |
| Erika Eleniak      | het       | jonge meisje op wie Elliott verliefd is. |

Meer dan 300 kinderen deden auditie voor de rollen. Omdat de samenwerking met kindacteur Cary Guffey tijdens de opnames van de film Close Encounters of the Third Kind goed verliep, koos Spielberg opnieuw voor kindacteurs in plaats van jonge volwassenen. Robert Fisk stelde Spielberg voor om Henry Thomas te kiezen om de rol van Elliott te spelen. Thomas, die auditie deed in een Indiana Joneskostuum, presteerde niet goed tijdens de formele testen, maar overtuigde de makers met een geïmproviseerde scène. Hij speelde die emotionele scène overtuigend, omdat hij toen dacht aan zijn overleden hond. Robert MacNaughton deed acht keer auditie voor de rol van Michael. Drew Barrymore kreeg de rol van Gertie, nadat ze Spielberg had verteld dat ze een punkrockband leidde. Spielberg hield van het samenwerken met kinderen, en beschouwde deze samenwerking als training op zijn vaderschap.
Het voornaamste stemwerk werd uitgevoerd door Pat Welsh, een oudere vrouw die woonde in Marin County, Californië. Ze rookte twee pakjes sigaretten per dag, waardoor ze die specifieke stem kreeg. Sounddesigner Ben Burtt vond haar stem uiterst geschikt voor de rol van E.T. Welsh bracht meer dan negen uur door in de opnamestudio om haar tekst in te spreken. Hiermee verdiende ze 380 dollar. Burtt registreerde ook de stemmen van 16 andere mensen en dieren om de stem van E.T. te creëren. Zo gebruikte hij onder andere de stemmen van Spielberg, Debra Winger en z'n eigen vrouw, die een verkoudheid had, en ook de geluiden van wasberen, zeeotters en paarden. Burtt zou later ook de stem van WALL•E uit de gelijknamige Disneyfilm creëren. De stem van WALL•E gelijkt erg goed op die van E.T.
Artsen, die werkten bij USC Medical Center, werden gevraagd de rollen te spelen van de dokters die E.T. proberen te redden, nadat overheidsagenten Elliotts huis waren binnengestormd.
Spielberg vond namelijk dat acteurs deze rollen te onnatuurlijk zouden spelen, omdat de dialogen zeer technisch waren. Tijdens de post-productie besliste Spielberg om een scène met Harrison Ford te schrappen. In de verwijderde scène speelt Ford de rol van directeur, die Elliott berispt na z'n slecht gedrag in de wetenschapsklas. In die scène begint de stoel waarin Elliott zit, te zweven, terwijl E.T. samen met Gertie zijn "phone home" laat zweven over de trap.

## Achtergrond

### Productie
- E.T. werd in 61 dagen opgenomen, van september tot december 1981. Opnames vonden plaats in Californië met een budget van 10,5 miljoen dollar.
- De meeste beelden van de film werden in chronologische volgorde opgenomen, om de overtuigende, emotionele prestaties van de jonge acteurs te vergemakkelijken.
- Harrison Ford had een rol in de film als schoolhoofd, maar zijn scène werd eruit geknipt omdat Spielberg niet wilde dat het optreden van Ford te veel zou afleiden van de rest van de film (Ford was al een zeer bekende acteur door een aantal andere films).
- De stem van E.T. werd ingesproken door Pat Welsh, met hulp van Debra Winger en Steven Spielberg.
- Michael Jackson maakte het nummer "Someone in the Dark" voor de film, maar het werd niet gebruikt.
- De werktitel van de film was A Boy's Life.
- Het aanvankelijke plan was om een veel donkerdere film te maken, waarin een familie geterroriseerd zou worden door buitenaardse wezens. Later werd gekozen om er meer een familiefilm van te maken. Het oorspronkelijke plan werd uiteindelijk alsnog gerealiseerd toen men de film Poltergeist maakte.
- Steven Spielberg vond de muziek die Williams had gemaakt voor de scène waarin de fiets voor de maan vliegt zo goed, dat hij die scène speciaal aanpaste zodat deze beter bij de muziek zou aansluiten. Normaal gesproken wordt de muziek juist aangepast aan de film.

### Muziek
De filmmuziek werd gecomponeerd door John Williams. Deze muziek werd ook door MCA Records uitgebracht op een soundtrackalbum.

### Merchandising
E.T. Was de eerste film die in de Benelux ondersteund werd door een uitgebreide merchandising-campagne eind 1982: bijna alle winkels en grootwarenhuizen zagen zich verplicht T-shirts, poppetjes in allerlei maten, sleutelhangers... van E.T. te verkopen.
Er werd zelfs een Panini-sticker-reeks met kleefalbum uitgebracht over de film, zoals dit toen enkel gebeurde voor de voetbalcompetitie.

### Plagiaat?
De Indische regisseur Satyajit Ray schreef in 1967 het script The Alien en probeerde geld bijeen te krijgen om de filmproductie te financieren. Dit mislukte echter en hij gaf het project op. Latere interesse vanuit Hollywood sloeg hij af. Het script vertoont volgens Ray opvallende gelijkenis met die van E.T. en Ray betichtte Spielberg en schrijfster Melissa Mathison van plagiaat. Spielberg heeft altijd ontkend.

### Overige informatie
Enkele scènes uit de film en vooral die waarin de fietsers langs de volle maan vliegen, werden wereldberoemd, evenals het zinnetje "E.T. Phone Home".
Drew Barrymore, die Elliotts kleine zusje speelde, werd met deze film een beroemdheid. Ze was zeven jaar oud toen de film uitkwam.
In 1985 verscheen er een vervolg in boekvorm, E.T.: the Book of the Green Planet, geschreven door William Kotzwinkle. Het boek gaat over de terugkeer van E.T. op zijn thuisplaneet.
In 2002 verscheen een uitgebreide jubileumeditie van de film: E.T. the Extra-Terrestrial: The 20th Anniversary. Enkele weggelaten scènes keerden in deze versie terug en speciale effecten werden digitaal bijgewerkt. Ook werden er kleine wijzigingen aangebracht. Zo werd het woord "terrorist" vervangen door het woord "hippie" en werden pistolen vervangen door walkietalkies. Deze jubileumeditie is ook in een Nederlands nagesynchroniseerde versie in de bioscopen uitgebracht. Het zinnetje "E.T. Phone Home" is in verband met de bekendheid van het zinnetje onvertaald gebleven. Eerder, halverwege de jaren negentig, was de oorspronkelijke versie reeds in een Nederlands gesproken versie uitgebracht op VHS-huurvideo en enkele jaren later ook op dvd. Deze versie was geregisseerd door Paul van Gorcum met stemmen van o.a. Leonie Sazias, Peter van Hoof en Thom Hartmann. De Nederlandse stem van E.T. werd in de vernieuwde jubileumeditie van 2002 ingesproken door Bob van der Houven en de Nederlandse stem van Elliott werd ingesproken door Phil Rommy. Rommy is een aantal maanden na de nasynchronisatie overleden aan de gevolgen van een hersenbloeding. 
In 2022 was E.T. opnieuw in enkele Nederlandse bioscopen te zien.

### Commercieel succes
E.T. was in de Verenigde Staten jarenlang recordhouder van succesvolste film. De film bracht in de VS het recordbedrag van meer dan 400 miljoen dollar op. Dat record werd pas twintig jaar later verbroken, toen Star Wars: Episode IV: A New Hope in 1997 opnieuw in de bioscopen verscheen. Wereldwijd bracht de film bijna 800 miljoen dollar op, 79 keer zo veel als de film had gekost.

## Prijzen en nominaties
E.T. werd in totaal genomineerd voor 69 prijzen, waarvan hij er 42 won. De belangrijkste zijn:
| jaar | prijs                         | categorie                                       | genomineerde(n)                                                  | uitslag     |
| ---- | ----------------------------- | ----------------------------------------------- | ---------------------------------------------------------------- | ----------- |
| 1983 | Academy Award                 | Beste geluidseffecten                           | Charles L. Campbell, Ben Burtt                                   | gewonnen    |
| 1983 | Academy Award                 | Beste visuele effecten                          | Carlo Rambaldi, Dennis Muren, Kenneth Smith                      | gewonnen    |
| 1983 | Academy Award                 | Beste originele muziek                          | John Williams                                                    | gewonnen    |
| 1983 | Academy Award                 | Beste geluid                                    | Robert Knudson, Robert Glass, Don Digirolamo, Gene S. Cantamessa | gewonnen    |
| 1983 | Academy Award                 | Beste cinematografie                            | Allen Daviau                                                     | genomineerd |
| 1983 | Academy Award                 | Beste regisseur                                 | Steven Spielberg                                                 | genomineerd |
| 1983 | Academy Award                 | Beste filmmontage                               | Carol Littleton                                                  | genomineerd |
| 1983 | Academy Award                 | Beste film                                      | Steven Spielberg, Kathleen Kennedy                               | genomineerd |
| 1983 | Academy Award                 | Beste script                                    | Melissa Mathison                                                 | genomineerd |
| 1983 | Saturn Award                  | Beste muziek                                    | John Williams                                                    | gewonnen    |
| 1983 | Saturn Award                  | Beste poster                                    | John Alvin                                                       | gewonnen    |
| 1983 | Saturn Award                  | Beste sciencefictionfilm                        | -                                                                | gewonnen    |
| 1983 | Saturn Award                  | Beste special effects                           | Carlo Rambaldi, Dennis Muren                                     | gewonnen    |
| 1983 | Saturn Award                  | Beste script                                    | Melissa Mathison                                                 | gewonnen    |
| 1983 | Saturn Award                  | Beste acteur                                    | Henry Thomas                                                     | genomineerd |
| 1983 | Saturn Award                  | Beste regisseur                                 | Steven Spielberg                                                 | genomineerd |
| 1983 | Saturn Award                  | Beste vrouwelijke bijrol                        | Dee Wallace                                                      | genomineerd |
| 1983 | Award of the Japanese Academy | Beste buitenlandse film                         | -                                                                | gewonnen    |
| 1983 | Award of the Japanese Academy | Populairste artiest                             | E.T.                                                             | gewonnen    |
| 1983 | Golden Globe                  | Beste film – drama                              | -                                                                | gewonnen    |
| 1983 | Golden Globe                  | Beste originele muziek                          | John Williams                                                    | gewonnen    |
| 1983 | Golden Globe                  | Beste regisseur – film                          | Steven Spielberg                                                 | genomineerd |
| 1983 | Golden Globe                  | Beste script – film                             | Melissa Mathison                                                 | genomineerd |
| 1983 | Golden Globe                  | New Star of the Year in a Motion Picture – Male | Henry Thomas                                                     | genomineerd |
| 1983 | Hugo Award                    | Best Dramatic Presentation                      | -                                                                | Genomineerd |
| 1984 | Golden Screen with 1 Star     | -                                               | -                                                                | gewonnen    |